# Глінічек
Глінічек (пол. Gliniczek) — село в Польщі, у гміні Тарновець Ясельського повіту Підкарпатського воєводства.
Населення — 376 осіб (2011).
У 1975-1998 роках село належало до Кросненського воєводства.

## Демографія
Демографічна структура станом на 31 березня 2011 року:
|          | Загалом | Допрацездатний вік | Працездатний вік | Постпрацездатний вік |
| -------- | ------- | ------------------ | ---------------- | -------------------- |
| Чоловіки | 191     | 37                 | 130              | 24                   |
| Жінки    | 185     | 24                 | 119              | 42                   |
| Разом    | 376     | 61                 | 249              | 66                   |